# 国际茶日
国际茶日，是一个旨在传递茶叶的经济、社会和文化价值，促进全球农业的可持续发展的主题日。国际茶日的设立最早由世界和平丝带组织主席陈恩田提出。2019年，联合国大会通过决议，宣布每年的5月21日为国际茶日。

## 历届主题
| 届别   | 年份 | 主题              | 来源   |
| ------ | ---- | ----------------- | ------ |
| 第一届 | 2020 | 茶和世界 共品共享 | [ 8 ]  |
| 第二届 | 2021 | 茶和世界 共品共享 | [ 9 ]  |
| 第三届 | 2022 | 茶美生活 全球共享 | [ 10 ] |